# محوطه یارآباد سفلی
محوطه یارآباد سفلی مربوط به عصر مس - آغاز نگارش است و در شهرستان دره‌شهر، بخش مرکزی، دهستان زرین دشت، ۶۰۰ متری شمال غرب روستای مرگه موری واقع شده و این اثر در تاریخ ۳۰ بهمن ۱۳۸۶ با شمارهٔ ثبت ۲۱۰۳۵ به‌عنوان یکی از آثار ملی ایران به ثبت رسیده است.